# 吴承荣
吴承荣（1937年8月—），男，河南信阳人，中国基督教牧师，曾任中国基督教三自爱国运动委员会副主席，第九、十届全国政协委员。